# ジャガイモン (キャラクター)
ジャガイモンは北海道士幌町のご当地キャラクター・「しほろっち戦隊シホロンファイブ」のリーダーであり、PRマスコットキャラクターである。

## 概要
士幌町の地域活性化活動（町おこし）を行うため、2011年（平成23年）6月にご当地キャラクターとして「しほろっち戦隊シホロンファイブ」が誕生した。キャラクターの魅力発信の一環としてTwitterで情報発信をしたところ、「しほろっち戦隊シホロンファイブ」の中でジャガイモンだけ人気が出たため、ファンクラブや公式Facebookアカウントがある。
プロ野球選手である松坂大輔に対しTwitterで「『公認』をください」とリクエストし、それが快諾されたことをはじめとして、上原浩治や鈴木亜久里など多くのスポーツ選手やタレントから公認を取得するなど、Twitter上における大胆かつ風変わりなつぶやきが人気となっている。
士幌町には公式キャラクターの「大地くん」がいるが、士幌小学校の児童45人を対象に知名度を調べたところ、全員がジャガイモンの存在を知っているが、大地くんは29人しか知らないなど、知名度には大きく差がみられる。
リーダーであるかどうか他のメンバーが認めているかは不明。

## プロフィール
※ ジャガイモンプロジェクト公式ホームページより。
- 生誕地：北海道河東郡士幌町
- 誕生日：2011年（平成23年）6月25日
- 性格：自称・“ 偉大なる大地の記憶 ”で、やたらと色んなことを知っている。基本的には優しいが、すぐ調子にのる。時々、誰も反応しないようなつまらないことを平気でつぶやく。極稀に良いことも言う。
- 口癖：ジャガ。
- 趣味：Twitter、ヲタ活、歌、ネット検索
- 体型：じゃがいも
- 特技：夜更かし、おやじギャグ、替え歌、広報活動
- 職業：じゃがいも
- 好きな食べ物：士幌の生産者還元用ポテトチップス

## 公式ソング
「行け！シホロンファイブ」。
2013年（平成25年）2月10日公開。Twitterでエンドケイプとジャガイモンが「公式ソングをつくろう」というやりとりをきっかけにして、様々な人の協力を得て完成した。
- 歌：五ノ井ひかり
- 作詞：エンドケイプ
- 作曲：矢神亜希丸
- 編曲・ミキシング：お湯たま

## ジャガイモンプロジェクト
ジャガイモンの属する、「士幌町を元気にしたい」「士幌町をたくさんの人に知ってもらいたい」ということを基本理念に活動している任意組織。代表は川崎康。
- キャラクター関連事業
- 町おこし関連事業
- タレント関連事業
- イベント関連事業

の4本立てで活動を行っている。特に「タレント関連事業」は町おこしを目指す組織でありながら、アイドルをはじめとしたタレント等を応援・育成するというユニークで風変わりな取り組みとして知られている。ジャガイモンと交流のあるタレントが出演するイベントに、一ファンとして参加する「特別出張」が行われており、そこにはジャガイモンも「同行」し、タレントやそのファン達と交流を深めている。またこの交流や経験をきっかけとして現在ではアイドルやタレントの出演イベントの主催・制作も行うなどしている。
他にも各種イベントの単独での主催、他団体と組んでの制作協力など幅広い活動を行っている。

### 過去の所属タレント
- 羽美[12]（現：高木美穂・ラストアイドル2期生アンダーメンバー）
- 森しおり

## 関連グッズ
- 缶バッジ[13]
- クリアファイル
- トートバッグ
- ステッカー
- ノート
- Tシャツ
- 絵画 など